# Clara (cantante)
Clara Soccini (Varese, 25 de octubre de 1999), conocida simplemente como Clara, es una cantautora, actriz y modelo italiana.

## Biografía

### Primeros años
Nacida en 1999 en Varese, pasó su adolescencia en Travedona-Monate, en provincia de Varese. Comenzó a recibir lecciones de canto y piano mientras asistía al liceo lingüístico "Alessandro Manzoni", en su ciudad natal.
Luego se mudó a Milán para comenzar su carrera como modelo, en 2020 comenzó su carrera musical, colaborando en la canción Io e te de Nicola Siciliano. Posteriormente lanzó sus primeros singles: Freak, Ammirerò y Bilico.

### El éxito conMare fuoriy la canciónOrigami all'alba
En 2023 ganó popularidad al interpretar el papel de Giulia, también conocida como Crazy J, en la serie de televisión Mare fuori. Precisamente durante la serie prestó su voz para la canción Origami all'alba, escrita junto a Matteo Paolillo y posteriormente galardonada con tres discos de platino.
El 28 de abril de 2023 lanzó el single Cicatrice, mientras que de septiembre a octubre del mismo año colaboró con MV Killa para el single Replay y con Mr. Rain en el single Un milione di notti.

### Sanremo Giovani y Festival de la Canción de San Remo
El 19 de diciembre de 2023 participó en la final de Sanremo Giovani 2023 con la canción Boulevard, ganando y obteniendo así la oportunidad de participar en el Festival de la Canción de San Remo 2024. En diciembre de 2023, por la canción Boulevard, ganó el premio Lunezia al valor musical-literario.
En 2024 participó como competidora, con la canción Diamanti grezzi, en el Festival de la Canción de San Remo 2024. La canción quedó en el vigésimo cuarto lugar de la clasificación final, ganando el premio Enzo Jannacci Nuovo IMAIE a la mejor interpretación y el premio revelación del videoclip Siae Roma 2024. En mayo del mismo año colaboró con Icy Subzero para el sencillo Ghetto Love.
En febrero de 2025 participó por segunda vez en el Festival de la Canción de San Remo 2025 con el tema Febbre.En la cuarta noche, hizo un dueto con el grupo Il Volo cantando The Sound of Silence de Simon & Garfunkel.

## Discografía

### Álbumes de estudio
- 2024 – Primo

### Individual
Como artista principal
- 2020 – Freak
- 2021 – Ammirerò (con Kermit)
- 2021 – Bilico (feat. Seife)
- 2022 – Il tempo delle mele
- 2023 – Origami all'alba (con Matteo Paolillo y Lolloflow)
- 2023 – Cicatrice
- 2023 – Un milione di notti (con Mr. Rain)
- 2023 – Boulevard
- 2024 – Diamanti grezzi
- 2024 – Ragazzi fuori
- 2024 – Nero gotico
- 2024 – Golfo x despecho (con Lérica y Abraham Mateo)
- 2025 – Febbre

Como artista invitada
- 2023 – Replay (MV Killa feat. Clara, del álbum Fede)
- 2024 – Ghetto Love (Icy Subzero feat. Clara)

## Filmografía

### Actriz

#### Televisión
| Año  | Título     | Personaje        | Cadeña | Cadeña  | Notas      |
| ---- | ---------- | ---------------- | ------ | ------- | ---------- |
| 2023 | Mare fuori | Giulia / Crazy J | Rai 2  | RaiPlay | 4 episodes |

#### Web TV
| Año  | Título                  | Personaje        | Cadeña  | Cadeña |
| ---- | ----------------------- | ---------------- | ------- | ------ |
| 2024 | Mare fuori #confessioni | Giulia / Crazy J | RaiPlay | Rai 2  |

## Programas de televisión
| Año  | Título                                  | Cadeña | Notas                 |
| ---- | --------------------------------------- | ------ | --------------------- |
| 2023 | Sanremo Giovani 2023                    | Rai 1  | Concursante, ganadora |
| 2024 | Festival de la Canción de San Remo 2024 | Rai 1  | Concursante           |
| 2025 | Festival de la Canción de San Remo 2025 | Rai 1  | Concursante           |

## Premios y reconocimientos
| Año  | Premio                                      | Categoría                 | Trabajo          | Resultado | Notas         |
| ---- | ------------------------------------------- | ------------------------- | ---------------- | --------- | ------------- |
| 2023 | Music Awards                                | Premio único multiplatino | Origami all'alba | Ganadora  | [ 11 ] [ 12 ] |
| 2023 | Sanremo Giovani                             |                           | Sanremo Giovani  | Ganadora  | [ 17 ]        |
| 2023 | Premio Lunezia                              | Valor musical-literario   | Boulevard        | Ganadora  | [ 21 ]        |
| 2024 | Premio Enzo Jannacci NuovoIMAIE             | Mejor interpretación      | Diamanti grezzi  | Ganadora  | [ 25 ]        |
| 2024 | Premio rivelazione Siae Roma videoclip 2024 | Mejor videoclip           | Diamanti grezzi  | Ganadora  | [ 26 ]        |